# Jessika Van
Jessika Van es una actriz y cantante estadounidense, reconocida por interpretar el papel de Becca en la serie de televisión de MTV Awkward. También interpretó el papel de Kim Lee, una oficial de policía de Hong Kong en la serie Rush Hour. Además, aportó su voz para el videojuego Battlefield 4.

## Filmografía

### Cine
| Año  | Película                         | Papel      | Notas |
| ---- | -------------------------------- | ---------- | ----- |
| 2008 | Foreign Exchange                 | Mia Ho     |       |
| 2011 | Bang Bang                        | Jenn       |       |
| 2013 | Sake-Bomb                        | Annie      |       |
| 2014 | The Gambler                      | Mesera     |       |
| 2015 | Seoul Searching                  | Grace Park |       |
| 2016 | Mike and Dave Need Wedding Dates | Jessika    |       |
| 2017 | The Emoji Movie                  | Voces      |       |
| 2019 | Wake                             | Jo         |       |

### Televisión
| Año       | Título              | Papel   | Notas                    |
| --------- | ------------------- | ------- | ------------------------ |
| 2010      | The Boondocks       | Voz     | Episodio: "The Red Ball" |
| 2011      | Faulty Premise Life | Carly   | 4 episodios              |
| 2013      | It! People          | Casey   | 4 episodios              |
| 2012–2013 | Awkward             | Becca   | 6 episodios              |
| 2014      | Uncle Grandpa       | Akira   | Episodio: "Big in Japan" |
| 2014      | The Real Housewives | Yuri    | 3 episodios              |
| 2015      | The Messengers      | Koa Lin | 8 episodios              |
| 2016      | Rush Hour           | Kim Lee | 5 episodios              |